# Jonathan Jakubowicz
Pour les articles homonymes, voir Jakubowicz.
Jonathan Jakubowicz, né le 29 janvier 1978 à Caracas, est un réalisateur et scénariste vénézuélien.

## Biographie
Formation : Université centrale du Venezuela

## Filmographie partielle

### Comme réalisateur
- 2000 : Los barcos de la esperanza
- 2002 : Distance
- 2005 : Secuestro express
- 2011 : Prófugos (série télévisée)
- 2012 : Lynch (série télévisée)
- 2016 : Hands of Stone
- 2020 : Resistance

### Comme scénariste
- 2000 : Los barcos de la esperanza
- 2002 : Distance
- 2005 : Secuestro express
- 2016 : Hands of Stone
- 2019 : Resistance